# Pont de la Confédération

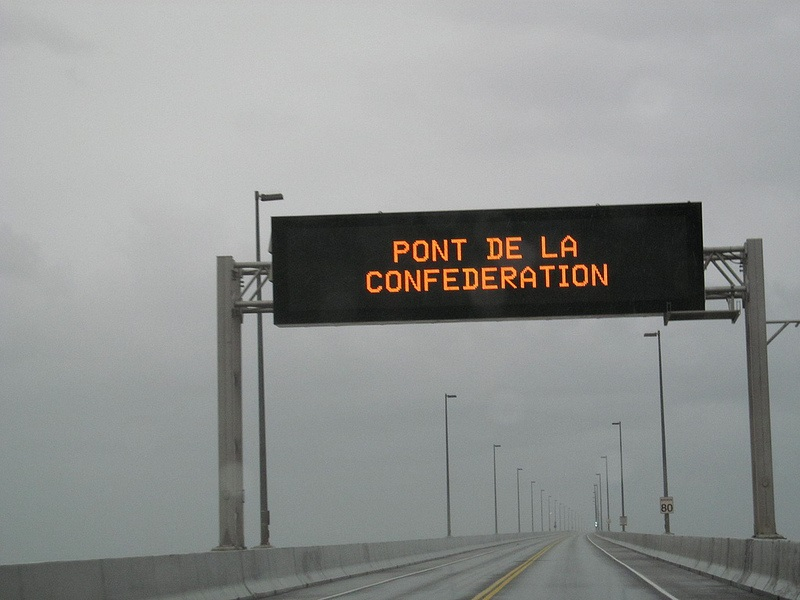
Panneau routier lumineux sur le pont de la Confédération.

Le pont de la Confédération relie, depuis 1997, l'Île-du-Prince-Édouard et le Nouveau-Brunswick en enjambant le détroit de Northumberland sur la côte est du Canada. Avec ses 12,9 km, c'est le plus long pont au-dessus d'une étendue maritime prise par les glaces dans le monde. La route à deux voies de 11 m de large fait partie de la route Transcanadienne entre Borden-Carleton, à l'Île-du-Prince-Édouard, et une pointe juste à l'ouest de Cap-Tourmentin, au Nouveau-Brunswick. C'est un pont en poutre-caisson, comptant 62 travées de 250 m de portée chacune, en béton. La plus grande partie du pont courbe est à 40 mètres au-dessus de l'eau, mais il contient une section à 60 mètres de hauteur pour permettre le passage des bateaux.

## Histoire
En 1873, la colonie britannique de l’Île-du-Prince-Édouard se joignait au Dominion du Canada à certaines conditions, par une des lois constitutionnelles du Canada. L'une de celles-ci portait sur la liaison maritime entre l’Île et le continent, et se lisait comme suit : « Le gouvernement du Dominion prend en charge les dépenses relatives (...) au transport toute saison par bateaux à vapeur, dans de bonnes conditions d'efficacité, des passagers et du courrier, entre l'Île et le continent (...) ». Le Gouvernement du Canada a donc institué un service de traversier entre le Nouveau-Brunswick et l'Île pour satisfaire à cette promesse.
Au fil des ans, des projets ont été présentés pour la construction d'un lien permanent, pont ou tunnel, mais la distance à couvrir et les conditions de glaces en hiver ont longtemps rendu le projet difficile. Ceci est sans parler des coûts astronomiques qu'un tel lien engendrerait pour desservir une population de moins de 200 000 personnes, ainsi que les réticences de certains insulaires qui y voyaient la perte possible du caractère particulier de leur île.
À la fin des années 1980, la construction d’un pont enjambant la partie la plus étroite de détroit de Northumberland est devenue une possibilité qui fait l’objet d’études de faisabilité et de débats politiques. Les opinions des agriculteurs, des pêcheurs, des exploitants d'entreprises touristiques et des résidents de l’Île-du-Prince-Édouard divergent radicalement quant à la façon dont l’accès à longueur d'année à la partie continentale de la province transformerait leur mode de vie et leurs moyens de subsistance. Finalement, ces questionnements ont été résolus par un vote des résidents dans un référendum le 18 janvier 1988 dont le résultat fut de 59,4 % en faveur d'un raccordement permanent.
La décision est finalisée après que le gouvernement du Canada s'est assuré que la construction d’un tel ouvrage le relèverait de son obligation d’assurer une liaison maritime et eut signé dans une entente fédérale-provinciale avec le gouvernement de l’Île-du-Prince-Édouard en 1993. La modification suivante est apportée à l’Annexe du Décret en Conseil de 1873 : « Qu’un ouvrage de franchissement reliant l’Île et le continent remplace le service de bateaux à vapeur visé par la présente annexe. »
Le coût de construction total a atteint un milliard de dollars canadiens. Un comité consultatif a retenu trois noms des 2 200 propositions reçues de la part du public et c'est Diane Marleau, la ministre des Travaux publics et des Services gouvernementaux d'alors, qui a annoncé le nom retenu le 27 septembre 1996 : Pont de la Confédération. Ce dernier a été inauguré par la ministre Marleau le 31 mai 1997, après quatre ans de travail par plus de cinq mille travailleurs locaux. La Strait Crossing Bridge Limited entretient et gère le pont jusqu'en 2032, date à laquelle le pont reviendra au Gouvernement du Canada.

## Situation géographique

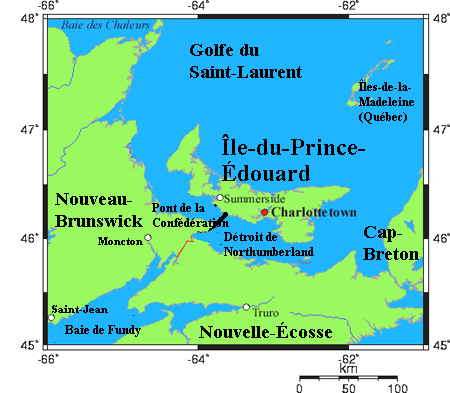
Position du pont sur la carte.

Le détroit de Northumberland, une branche du golfe du Saint-Laurent passant entre le continent et l'Île-du-Prince-Édouard, est peu profond et subit des marées qui ont jusqu'à 2 mètres de hauteur. Le pont enjambe le point le plus étroit du passage Abegweit de profondeur maximale de 30 mètres et les courants y sont forts à cause du resserrement.
Le climat est frais et humide dû à la présence des eaux froides du golfe. En hiver, la glace se forme à la mi-décembre et ne disparaît qu'à la fin avril mais ne constitue pas une masse continue à cause des courants et des vents qui la déplacent. Les vents exercent une pression sur les glaces qui s'entassent souvent les unes sur les autres, formant des crêtes qui peuvent atteindre plus de 10 mètres d'épaisseur. La glace peut également s'étendre vers le bas jusqu'à 11 mètres ou plus de profondeur.
Le détroit renferme de grandes quantités de plancton ce qui en fait une aire de croissance importante pour les invertébrés et les poissons. Les espèces ayant la plus grande valeur commerciale sont le homard, le pétoncle et le hareng mais on y rencontre une multitude d'autres mollusques, de poissons, d'oiseaux et de mammifères. Ses rives comportent de nombreuses espèces vivant en milieu humide de façon permanente ou saisonnière. La route d'accès qui mène au pont traverse la réserve nationale de faune du Cap-Jourimain, une région écologique d'une grande diversité biologique qui est protégée en raison de ses habitats uniques en milieu humide.
Les conditions physiques et biologiques particulières de l'endroit ont été étudiées afin de minimiser les effets négatifs du projet. Les piles devaient pouvoir résister à la pression des glaces tout en ne perturbant pas le milieu naturel. Elles n'occupent pas plus de 10 % de la superficie de la section du détroit que le pont traverse.

## Aspects techniques

### Conception

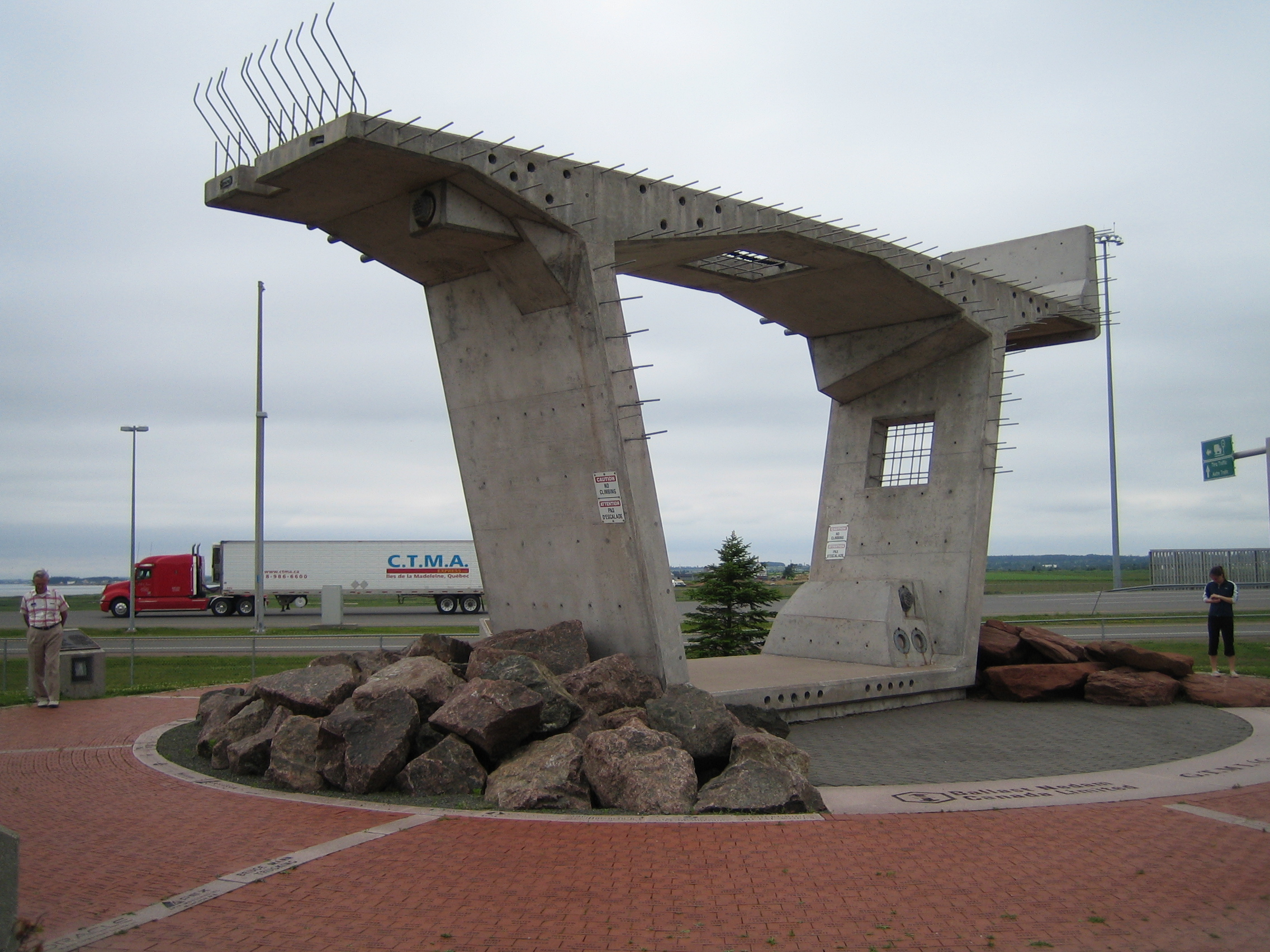
Segment de soutien du tablier exhibé près de l'entrée du pont.

Un consortium dirigé par la coentreprise J. Muller International and Stantec a conçu la structure du Pont de la Confédération. Il mesure 11 m de large, comporte une voie de circulation de 3,75 m de large et un accotement dans chaque direction. Il comprend également un corridor étroit muni de câbles pour assurer les services publics de la partie continentale à l’Île-du-Prince-Édouard. Il a été conçu pour permettre le passage de quelque 1 000 véhicules à l'heure dans chaque direction avec une pente de la chaussée maximale de 4 %.
Il passe sur la plupart de sa longueur à 40 m au-dessus du niveau de la mer. En raison de sa longueur : 12,9 km, le pont comporte plusieurs travées préfabriquées en béton. Les ingénieurs ont intégré des courbes afin de s'assurer que les conducteurs demeuraient attentifs et ainsi réduire les risques d'accidents. La plus grande courbe de la travée prévue pour permettre la navigation se trouve à 60 m au-dessus du niveau de l'eau,
. Ce canal de 200 m de largeur et dont la hauteur libre est de 49 m permet le passage de navires océaniques. Les travées latérales offrent une hauteur libre de 28 m pour les bateaux de pêche et de plaisance.
On compte 7 km de route sur la terre ferme entre les routes d'accès à chaque extrémité et la partie au-dessus de l'eau. On retrouve au total 15 piles sur ces deux tronçons. Le pont lui-même comprend trois parties :
- l’approche du pont Ouest, de 1,3 km de long à partir de l’île Jourimain, comportant 14 piles;
- l’approche du pont Est, de 0,6 km de long à partir de Borden-Carleton, comportant sept piles ;
- la partie principale du pont, de 11 km de long reliant les deux autres parties et comportant 44 piles.

Il a été conçu pour une durée de vie utile de 100 ans. Il est d'une conception suffisamment résistante pour affronter les conditions environnementales sévères du détroit de Northumberland. Il compte plusieurs dispositifs de sécurité : limites de vitesse strictes, revêtement de route qui diminue l'éclaboussement des véhicules par temps de pluie et plus de 7 000 bouches d’évacuation de la pluie et de la neige fondante. Un total de 22 caméras de télévision en circuit fermé et le personnel assure l'entière surveillance 24 heures sur 24. Les feux de circulation, les signaux d'urgence et les téléphones sont reliés à un système d’alimentation sans coupure.

### Construction

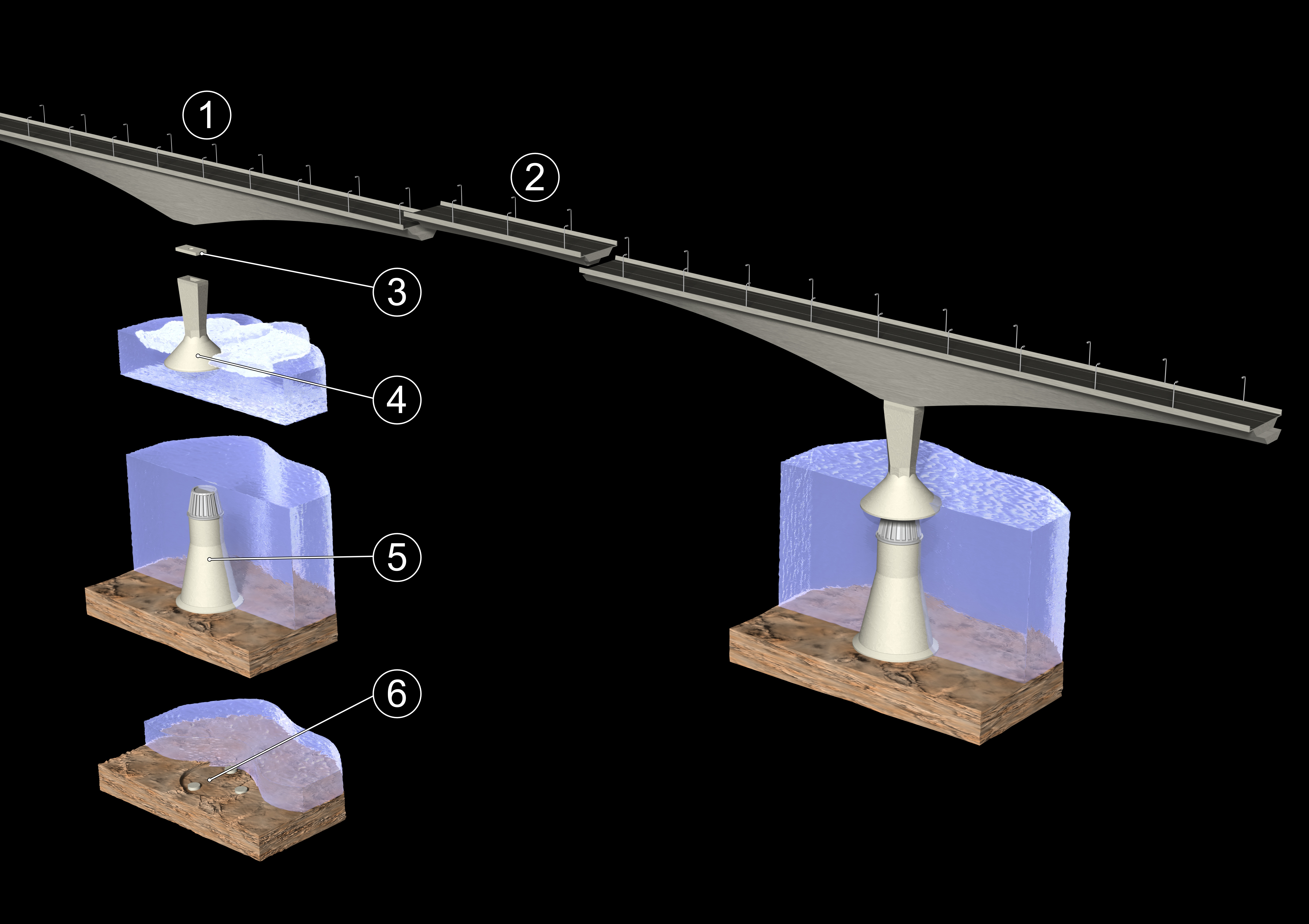
Détails de la structure du pont.

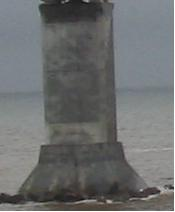
Vue d'un des piliers du pont avec à la base le bouclier conique anti-glace.

Le pont a été construit au moyen de grands voussoirs préfabriqués, réalisés en béton haute performance de niveau B55 et même B100 en ce qui concerne les boucliers anti-glace. Les fondations consistent en des semelles précontraintes de 22 m de diamètre pesant chacune 3700 à 5 100 tonnes, les fûts de pile de 3 000 à 5 000 tonnes et les fléaux 8 000 tonnes. L'image de droite montre la structure des sections du pont et de ses piliers :
1. Section de poutre principale (longueur : 192,5 m) ;
2. Section intermédiaire (longueur : 60 m) ;
3. Point d'appui (dimensions : 10 × 5 × 1 m) ;
4. Piles à base conique (hauteur : 29 à 43 m, diamètre : 20 m à la base conique qui sert à briser les glaces de mer) ;
5. Base des piles sous le pilier (hauteur : 13 à 43 m, diamètre : 22 m [type B1], 22 × 28 m [type B3] ovales et profonds par endroits) ;
6. Fondation avec coussinets (hauteur : 0,6 m, diamètre : 4,5 m)

La plus grande partie de la construction (bases de piles, fûts de piles, poutres principales et tabliers intermédiaires) a été réalisée sur la terre ferme dans des usines de préfabrication à ciel ouvert spécialement créées pour la construction à Bayfield, au Nouveau-Brunswick, et à Borden-Carleton, à l’Île-du-Prince-Édouard.
Les composantes étaient ensuite transportées au-dessus des eaux de 35 m de profondeur à l'aide d'une poutre de lancement munie d'un pont roulant. La première base de pile fut mise en place par une grue flottante inédite dans le monde, la Svanen, le 7 août 1995. Pendant plus de 18 mois, la Svanen installa 175 composantes du pont principal dont les 44 poutres. Vinrent ensuite les boucliers anti-glace au début de 1996, boucliers qui permirent de briser avec succès la glace du détroit en la forçant à remonter le long de leur cône pour s'effondrer en retombant. La travée du chenal de navigation, qui surplombe les eaux du haut de ses 60 mètres, et le mi-chemin du pont furent installés le 3 août 1996. Le chenal de navigation de la travée maritime a une largeur de 172 mètres et se situe à 49 mètres au-dessus du niveau de la mer, ce qui permet le passage de navires aux dimensions plus que respectables.

## Exploitation

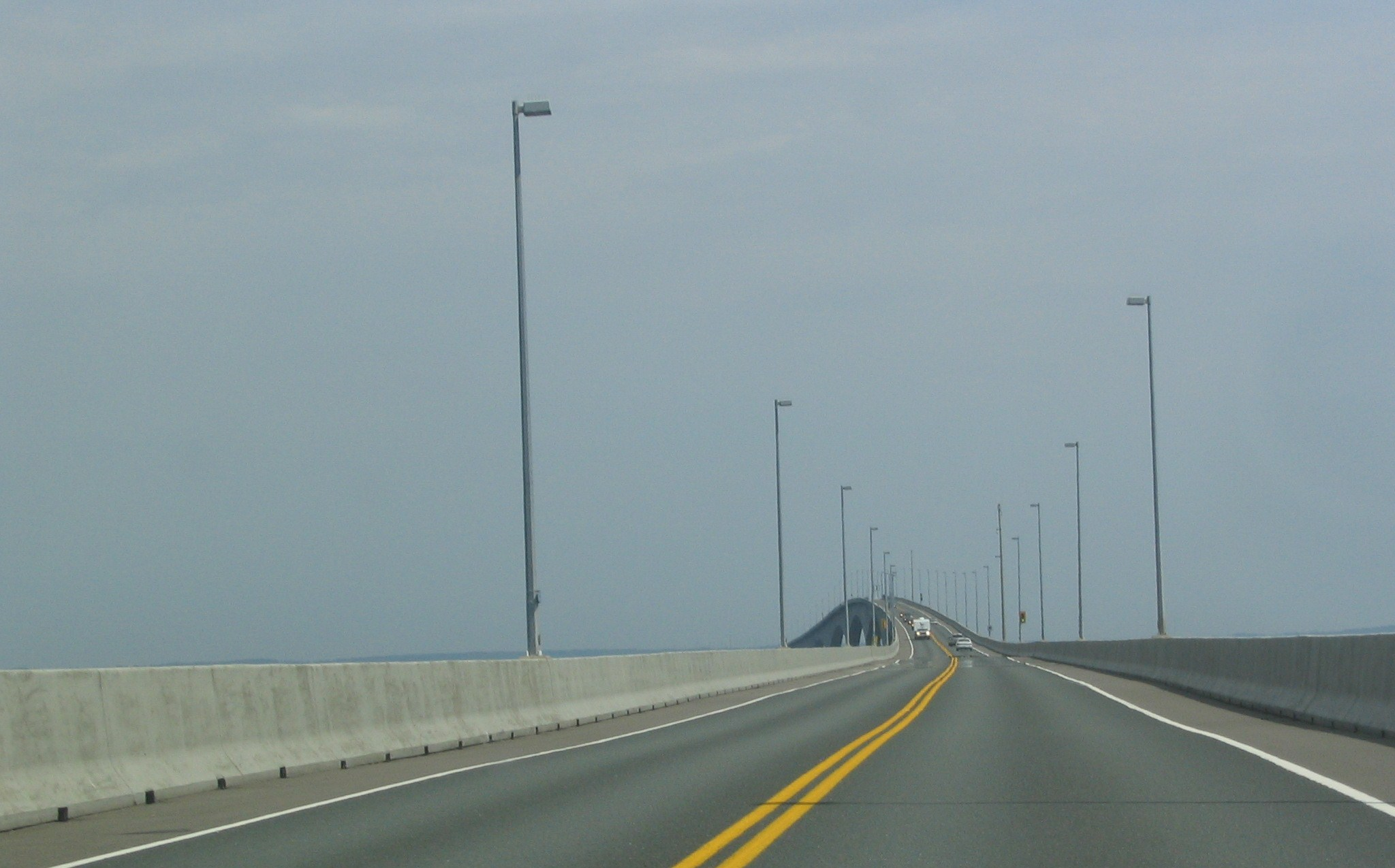
Vue de la chaussée du pont de la Confédération en direction de l'Île.

Le pont a été construit et sera exploité par des entreprises privées jusqu'en 2032, puis passera ensuite sous responsabilité gouvernementale. Le péage n'est dû que lorsque l'on quitte l'île. En septembre 2020, le tarif est de 48,50 CA$ pour une automobile. Une navette est disponible pour les piétons et les cyclistes. Le tarif est de 4,50 CA$ pour les piétons et de 9,25 CA$ pour les cyclistes. La législation routière de l'Île s'applique, bien que ce soit celle du Nouveau-Brunswick qui réglemente les traversiers et autres navires.
Le pont comprend un poste de surveillance des conditions météorologiques fournissant des renseignements en temps réel sur la vitesse et la direction des vents, sur la température de l’air et de la chaussée, sur le degré d’humidité, sur le point de rosée ainsi que sur l’intensité des précipitations. Le personnel du poste de contrôle du pont se sert de ces renseignements pour émettre des avis aux voyageurs par courriel et pour informer les conducteurs des conditions dangereuses. En cas de vents violents ou de visibilité nulle à cause de la pluie, de la neige ou du brouillard ; le pont va être fermé ou la circulation sera restreinte à des convois de véhicules encadrés par des auto-patrouilles de police. Les informations sur les conditions météorologiques sont disponibles par internet et grâce à une des caméras de surveillance.
En décembre 2020, à cause de la deuxième vague de la pandémie de Covid-19 au Canada et des restrictions des déplacements à la suite de la suspension temporaire de la « bulle Atlantique » (zone de circulation englobant uniquement les quatre provinces de l’Atlantique du Canada), la situation financière du Pont de la Confédération est difficile, sans toutefois que son modèle d'affaire ne soit en péril.

## Impacts sur l'environnement
Les températures de l'eau mesurées à trois profondeurs sur une pile ont montré que l'eau se stratifiait à certains moments de la saison chaude, ce qui était particulièrement évident à l'étale de la marée. Des scientifiques de l’université Mount Allison ont étudié le transport de sédiments et l’érosion des rives jusqu’à 3 km du côté sud-est et 6 km du côté ouest du pont mais il n’a pas dépassé les limites normales. L’étude a révélé qu’une accumulation de sédiments à l’ouest du pont et qu’une érosion des sédiments à l’est du pont se sont produites après sa construction et l’enlèvement des ouvrages temporaires, mais a conclu que l’effet était négligeable. Les sédiments qui se sont accumulés dans des pièges à sédiments n'étaient pas en quantités suffisantes pour étouffer les œufs de hareng, selon les consultants qui ont effectué les études.
Les effets sur la population de homards ne sont pas concluants. Des inspections de la base des piles ont révélé que certains des trous ayant servi au bétonnage n'ont pas été bouchés et qu'ils piégeaient des concentrations de crabes communs. Ceux dont la profondeur dépassent 0,5 mètre effectuent de la « pêche fantôme » (impossibilité pour les crabes de s'échapper). Au total, 560 conduits ont été inspectés et 264 ont été comblés de blocs de béton ou de roches, créant de l'habitat et permettant le libre passage des crabes. Durant la construction du pont, soit pendant trois saisons de pêche, la pêche au pétoncle a été fermée à moins de 0,5 km du pont. Lorsque ce secteur a été rouvert à la pêche, un effort de pêche massif a donné d'importantes captures la première année, puis des captures presque nulles les années suivantes. Ces observations confirmeraient que la récolte périodique est une façon plus efficace d'assurer la conservation à long terme. Globalement cependant, les données présentées par les consultants semblent indiquer que le pont de la Confédération n'a pas contribué au déclin des captures des pêches commerciales dans le détroit de Northumberland.

## Vingtième anniversaire

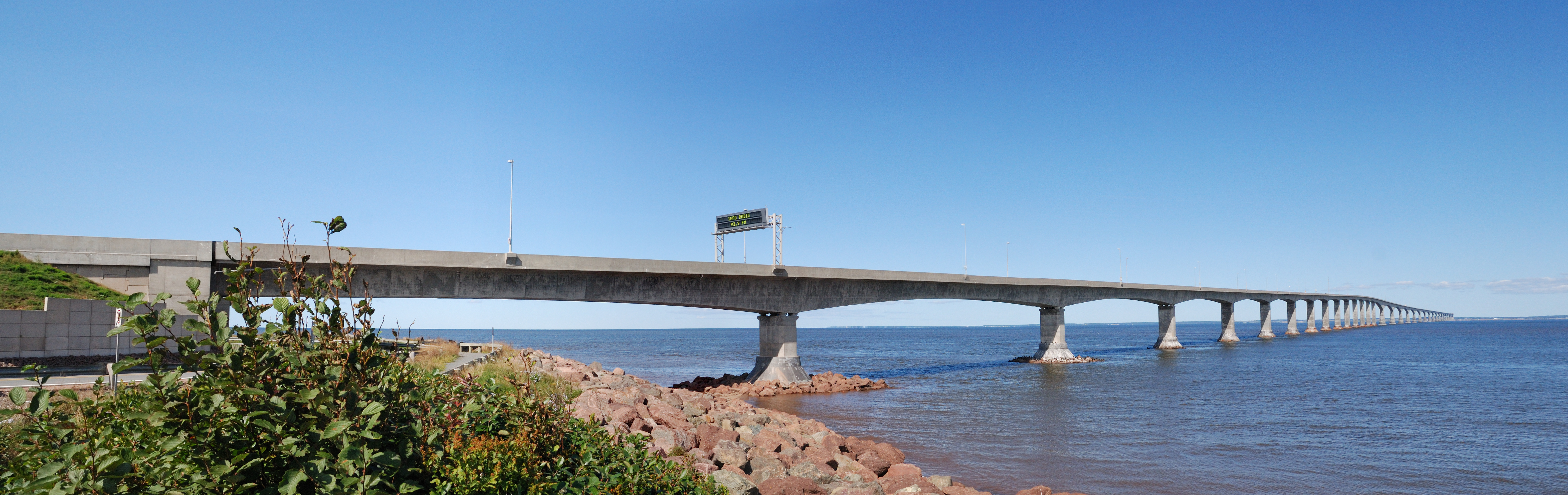
Pont de la confédération vu de l'Île-du-Prince-Édouard.

En 2017, les vingt ans du Pont de la Confédération ont été soulignés à l'occasion du 150e anniversaire du Canada lors de l’événement BridgeFest. À cette occasion, plusieurs activités étaient organisées dont :
- Grands feux d'artifice
- Prestations sur la scène principale
- Visite guidée du pont et excursion en bateau
- Des visites en hélicoptère